# Toliara
Toliara, appelée Tuléar en français, est la plus grande ville du Sud de Madagascar. C'est le chef-lieu de la région Atsimo-Andrefana (Sud-Ouest) après avoir été celui de la province de Toliara. Ce port est situé à 540 km de Fianarantsoa et à 951 km  de la capitale, Antananarivo, par la route nationale 7. La population de son aire urbaine était estimée en 2014 à plus de 250 000 habitants. Elles s'étend au bord du canal de Mozambique et à proximité du tropique du Capricorne.

## Toponymie
Le toponyme Tulear apparaît dès le XVIIe siècle sur la carte de Van Keulen (1689). Mais on note l'emploi de nombreux autres noms dans diverses langues : Fitoliana c'est-à-dire « le terme du voyage » et Ankatsakoa en malgache, Port Tulle (Jean-Baptiste d’Anville, 1749), Port Tullea (Bellin, 1764), Tullear Bay (carte de Mannevillette, 1770), Baye de Tolear (Beniowski, 1776), selon les travaux de Gabriel Gravier (1896). Guillain (1843) parle de Tolia. L’orthographe de la francisation Tuléar apparaît pour la première fois, semble-t-il, en 1875 dans un article de M.A. Le Roy publié dans un bulletin réunionnais mais au début de la colonisation, on écrivait aussi communément Tulléar, Tulèar ou encore Tulear. Cette ancienne appellation francisée reste encore aujourd'hui d'usage courant. Davantage que Toliary ou que Toleara, le toponyme Toliara s’est cependant imposé officiellement. Il a été adopté notamment par le FTM (l'institut malgache de cartographie) et par de nombreuses administrations. Par ailleurs, la plupart des noms de rue en français sont restés inchangés.

## Géographie et climat
Toliara s'étend pour l'essentiel sur la partie méridionale de la plaine deltaïque du Fiherenana, formée de dunes vives ou végétalisées, de marais à mangroves, d'accumulations alluviales. Cela est à l'origine de risques élevés d'inondation lors du passage de dépressions tropicales, voire de cyclones tropicaux. La ville déborde depuis quelques années sur les massifs dunaires anciens qui bordent le delta. Au large s'étend un récif-barrière, le Grand Récif, sur 18 km de long et  de large. De l'estran on passe à une étroite plate-forme continentale qui descend en pente douce vers le large.
Toliara est parfois surnommée la « Ville du soleil »  du fait d'un fort ensoleillement : 3 600 heures par an en moyenne, un record pour Madagascar. Le climat est chaud (25 °C de moyenne) et sub-aride. Il pleut rarement : moins de 400 mm de pluviométrie annuelle. En outre, un vent fort de direction SSO-NNE, le tiok'antimo (le Vent du Sud) balaye la ville notamment durant la période la plus sèche de mai à septembre.

## Histoire
Au XVIIe siècle, des flibustiers français débarquèrent dans la baie de Saint-Augustin près du tropique du Capricorne et y installent un comptoir pour entretenir des relations commerciales notamment avec les Masikoro du Royaume du Fiherena. Mais, il faudra attendre la période coloniale (1897) pour voir un réel essor de la ville avec la volonté de Joseph Gallieni d'y implanter les services administratifs français jusqu'alors isolés sur l'île de Nosy Ve et d'en faire une capitale régionale. Tuléar, ville coloniale, s'étend alors selon un plan en damier (les rues, toutes rectilignes, sont pour moitié perpendiculaires à celles de l'autre moitié) intégrant de larges avenues et de monuments publics.
En 1971, Tuléar a été le théâtre d'une révolte paysanne dans le sud de l'île. Menée par Monja Jaona, cette révolte a été provoquée par les abus de l'État malgache envers les paysans déshérités. La révolte a été menée contre les fonctionnaires représentant les autorités et la gendarmerie. Les instituteurs, médecins, techniciens, ainsi que les étrangers et leurs biens ne devaient pas être touchés. La région était délaissée, souffrant de famines et d'une éducation déficiente. Malgré une répression violente, cet événement a marqué un tournant dans l'histoire de Madagascar, en contribuant à la prise de conscience des inégalités sociales et politiques. Il a également préparé le terrain pour des changements politiques futurs, conduisant finalement à la chute du régime de Tsiranana en 1972 et à une nouvelle ère dans l'histoire du pays.

## Population

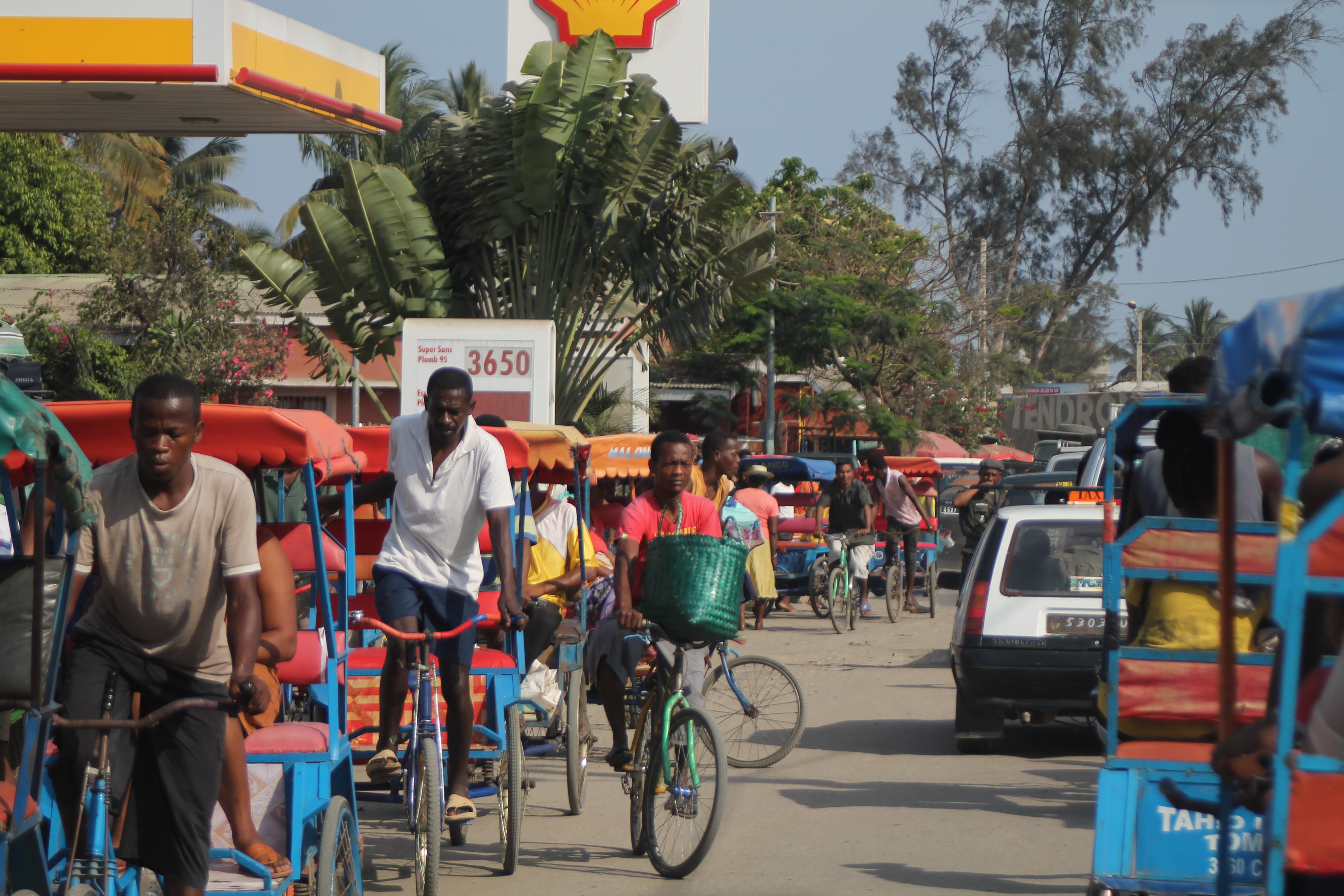
Tuléarois

Capitale du Sud malgache, Toliara a connu au cours des deux dernières décennies un boom démographique en raison d'un exode rural massif portant aujourd'hui la population de l'agglomération à plus de 200 000 habitants.
Les Vezo, pêcheurs nomades, constituent le groupe ethnique autochtone mais ils sont en passe d'être dominés par les groupes de migrants notamment originaires du Sud (Mahafaly, Tanàlana, Masikoro, Antandroy) qui forment actuellement plus de la moitié de la population urbaine. À ceux-ci s'ajoutent d'autres groupes de migrants occupant des fonctions dans l'administration et dans le secteur privé.
Plus récemment, la ville connaît un grand afflux de population provenant de tout le Sud de Madagascar. Cela étant dû notamment au kéré, la famine du grand Sud, qui pousse les paysans à l'exode rural.

## Religion
Toliara est le siège d'un archevêché catholique et abrite de nombreux édifices cultuels : cathédrale, églises (adventistes, assemblée de Dieu, apokalypsy, témoin de Johovah, vahao ny oloko, FJKM, FLM, EEM,...) , temples protestants et mosquées.
Comme dans tout le territoire malagache, à Tuléar est aussi présente la pratique du cultes des ancêtres. Prenons un cas, lors des cérémonies des funérailles, les porteurs secouent violemment le cercueil, pendant que des femmes battent la main et que d'autres hommes brandissent leurs sagaies. Une fois que le défunt est dans son tombeau, on érige un monument en sa mémoire.

## Économie et productions
Malgré le déclin du secteur industriel, la ville portuaire se spécialise dans l'import-export de produits variés dont le sisal, le coton, le riz, l'arachide et le savon. Le port a notamment joué un rôle primordial lors du « boom du maïs » dans les années 1980-90. Aujourd'hui, l'installation en zone péri-urbaine de migrants s'illustrant dans l'agriculture (maïs, manioc et riz) et l'élevage (zébus, caprins) fournissant les marchés de la ville en produits alimentaires contribue au développement du petit commerce et de l'informel en ce qui concerne les Mahafaly et Masikoro. Les Tandroy, quant à eux, se spécialisent dans le métier de tireur de pousse-pousse et dans l'emploi domestique.
Mais, à l'image de l'ensemble de l'Ouest malgache, l'économie locale reste dominée par une minorité d'Indo-pakistanais installés depuis plusieurs générations. Ils ont mis la main sur divers secteurs allant du commerce de gros aux transports en passant par l'hôtellerie et l'industrie (ou ce qui en reste). Des unités de production de sel marin se développent sur les marais salants aménagés par endroits sur les zones côtières, bénéficiant ainsi d'un milieu physique favorable.

 
Le tourisme est un secteur très prometteur et en plein essor grâce notamment au climat et aux atouts naturels des stations balnéaires et de l'arrière-pays (Ifaty, Anakao, Saint-Augustin…). Une mer calme et la faible profondeur, 2 à 10 m en moyenne, favorisent des activités comme la plongée sous-marine. Toliara restait aujourd'hui la destination phare des circuits touristiques vers le sud de Madagascar.

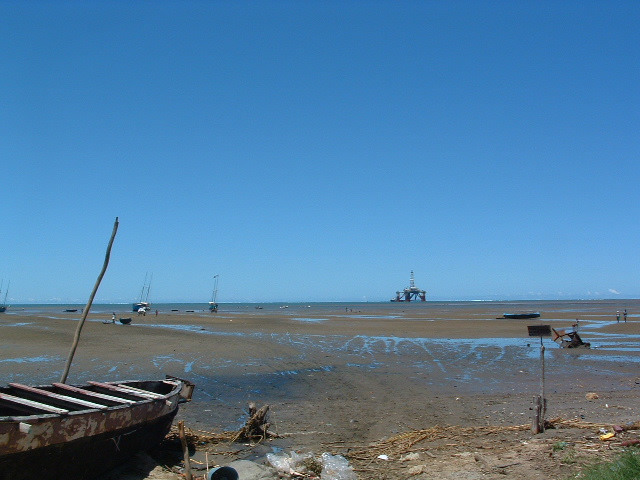
Recherche pétrolière dans la baie de Toliara

Mais depuis peu, plusieurs agressions ont remis en cause cette image paradisiaque. Voici ce que dit le site de l'ambassade de France: « La fréquentation de la plage de la Batterie, située au Nord de la ville de Tuléar, doit impérativement être évitée, en raison d’agressions d’une exceptionnelle violence ». Plusieurs meurtres ont effectivement eu lieu dans cette zone touristique : l'assassinat absolument abominable d'un couple de restaurateurs français, dont les corps ont été trouvés sauvagement mutilés, a choqué touristes et expatriés en 2012. Ce double meurtre faisait suite à d'autres crimes : deux Français assassinés sur la même plage en 2011. Toujours en 2012, sur la même place, c'est le  directeur de l'Alliance française de Tuléar en personne qui avait été sauvagement agressé. Victime d'une fracture du crâne, il a lui aussi été laissé pour mort et s'en est tiré miraculeusement. Depuis, la fréquentation touristique est en chute libre.
Par ailleurs, en ce qui concerne la région environnante, le sous-sol est riche en minéraux de pierres précieuses (à environ 200 km au nord-est sur la RN7 se trouve le grand gisement de saphir d'Ilakaka exploité depuis 1999) et de sel gemme. Plus récemment, des compagnies canadiennes ont commencé l'exploitation de l'ilménite dans la région de Fort-Dauphin. Le projet Toliara Sands, renommé Base Toliara, cherche à exploiter l'ilménite mais rencontre une forte opposition malgré un investissement de 700 millions de dollars.
Toliara abrite également l'un des sites du projet d'exploration pétrolière en mer à Madagascar.

## Criminalité
Toliara est aussi connu pour être un lieu où le banditisme et la criminalité sont chroniques, en effet le vol de zébu est une pratique culturelle notamment pour les populations baras. Dès le début de la colonisation, les autorités s'aperçoivent de cela notamment avec le phénomène des sadiavahy qui terrorisait déjà la population locale. Ces bandits attaquaient et tuaient les populations locales pour voler leurs zébus.
Ce phénomène a repris de l'ampleur ces dernières années avec notamment les-dits dahalos.
Plus récemment, l'assassinat d'un couple de restaurateurs français retrouvés décapités sur la plage de la Batterie a provoqué une forte émotion. Ce fait divers a entraîné une chute du tourisme et un retentissement fort dû à une médiatisation importante en France et au déplacement de l'avocat renommé Franck Berton à Toliara.

## Infrastructures

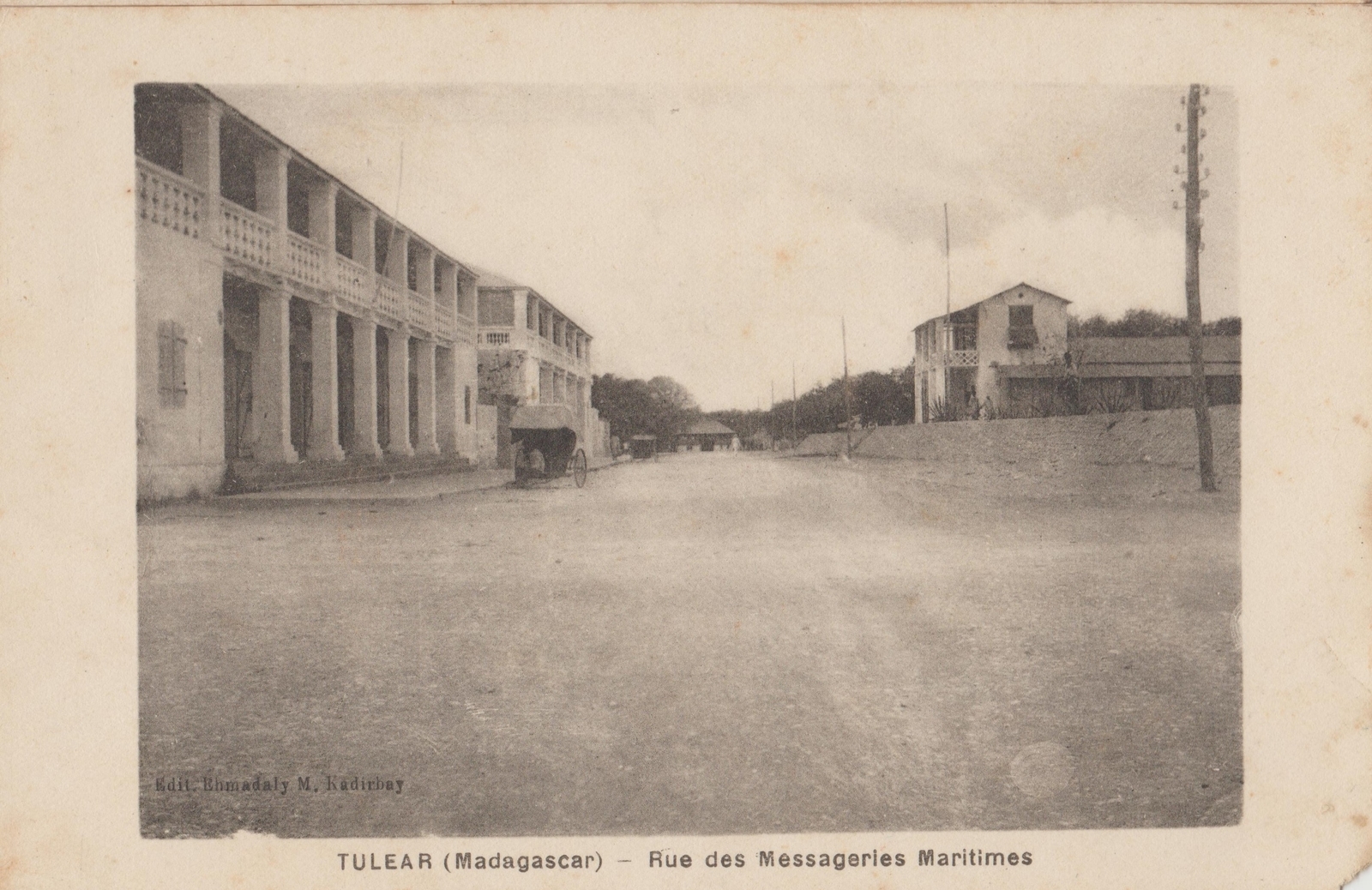
Rue des Messageries Maritimes

L'héritage colonial reste présent dans l'architecture et le paysage urbain. De gros travaux de voirie et d'aménagement ont été entrepris à partir de 2003 

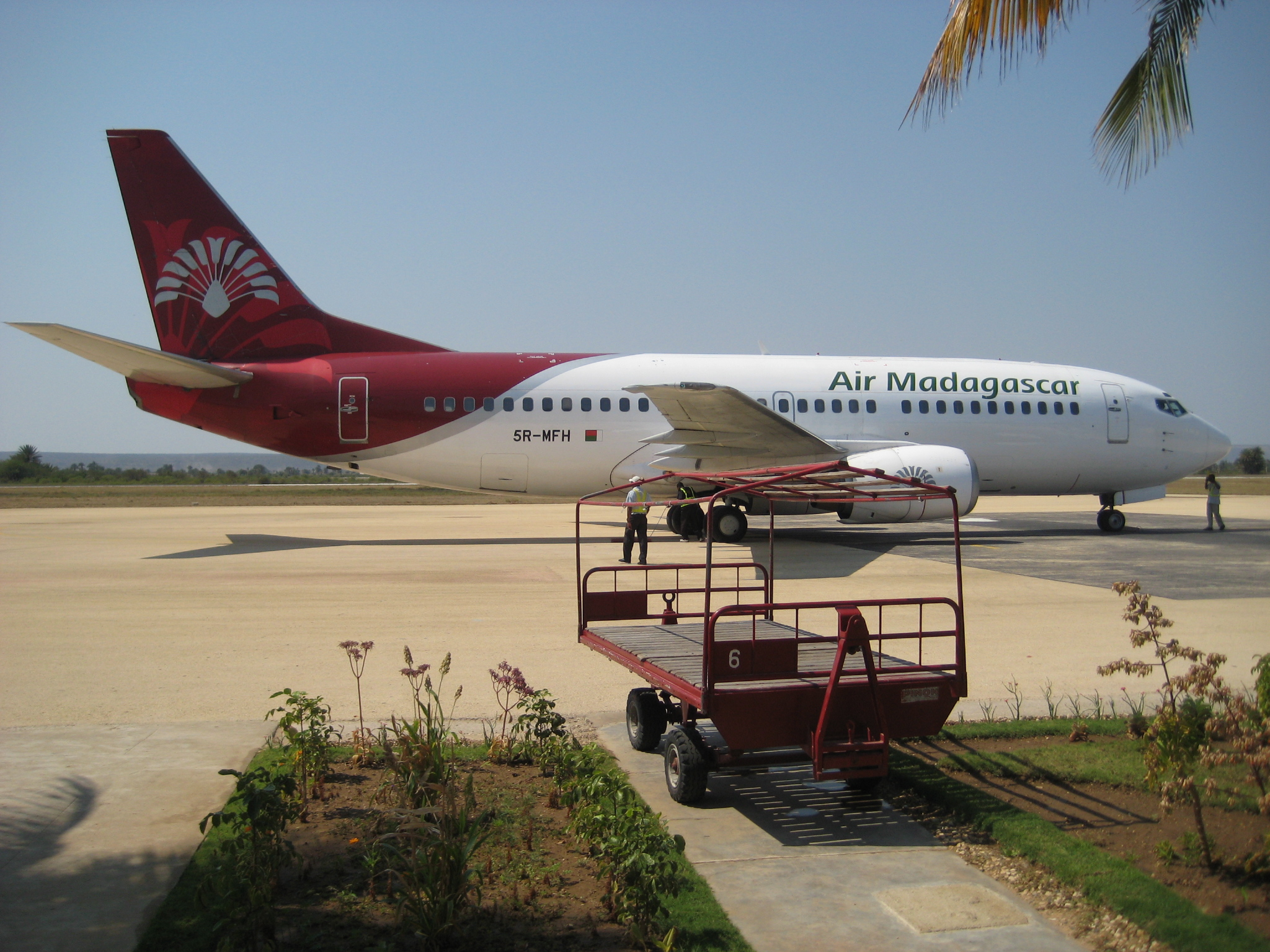
Air Madagascar Boeing 737-300, Aéroport de Tuléar.

pour promouvoir le développement de la ville.

### Transport

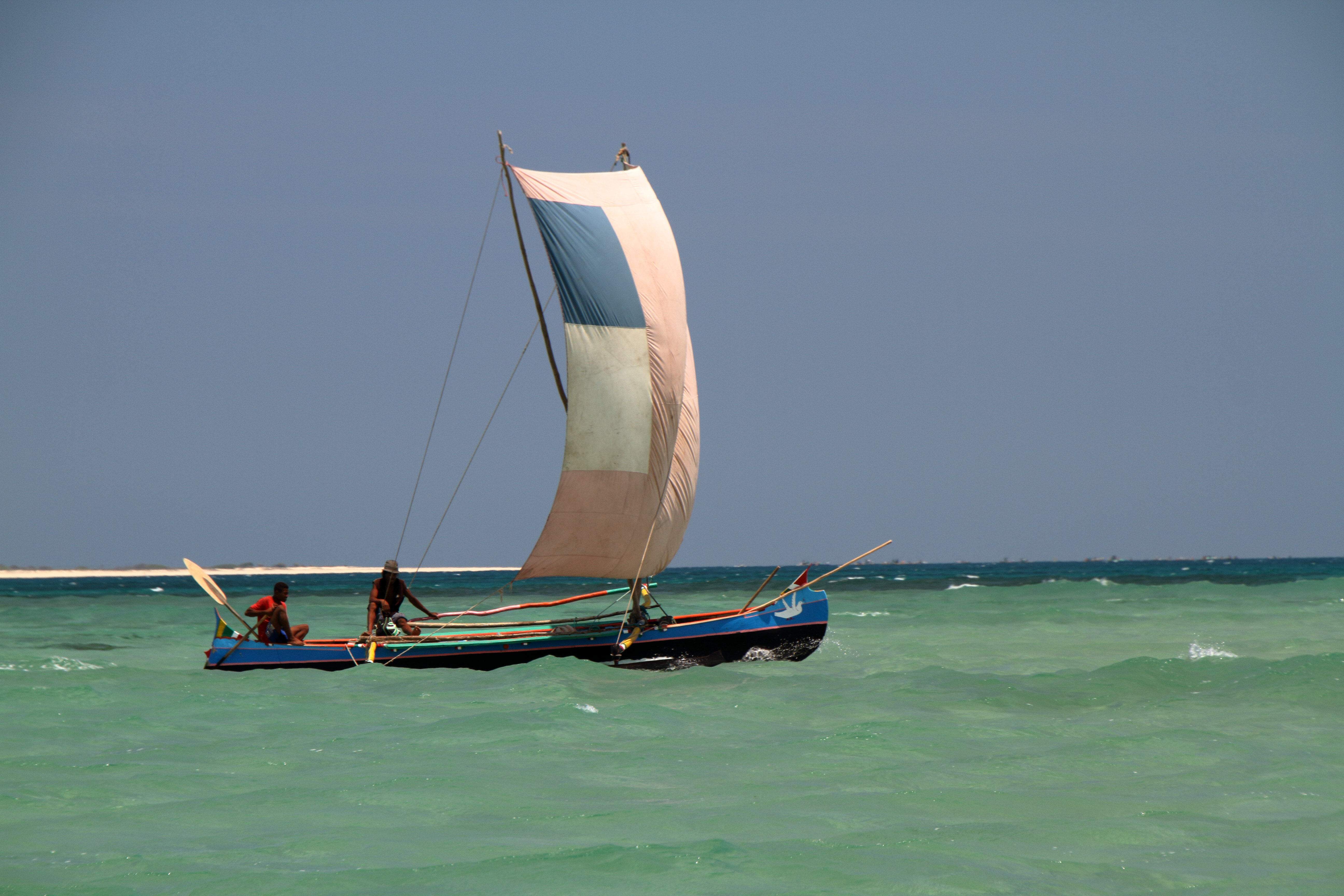
Pirogue Vezo

Depuis Antananarivo, on peut rallier Toliara par la mythique RN7 entièrement bitumée, dont elle constitue le terminus.
Toliara abrite le plus important port du Sud de Madagascar tandis que l'aérodrome d'Andranomena accueille des vols intérieurs de la compagnie nationale Air Madagascar et assure également la liaison régulière avec les îles voisines (La Réunion, Maurice).

### Enseignement
L'Université de Toliara est, historiquement, le plus ancien centre d'enseignement supérieur décentralisé créé en 1971 résultant du démembrement de l'ancienne Université de Madagascar. Devenu Centre Universitaire Régional (CUR) en 1977 avant d'obtenir le statut d'Université en 1988. Le Campus universitaire de Maninday est implanté à 5 km à l'est de la ville. Il abrite notamment la faculté des Lettres et Sciences Humaines, la faculté des Sciences, l'École Normale Supérieure de Philosophie, les résidences universitaires et la Cité des professeurs… tandis que la faculté de Droit et de Gestion se trouve en centre-ville à côté du Cedratom.
L'Institut halieutique et des sciences marines (IHSM), unique dans l'Océan indien, est un établissement public proposant des formations de pointe en matière de pêche, d'aquaculture, d'environnement marin et littoral. Établi sur le site de l'ancienne Station Marine près du port, l'institut héberge depuis 2000 le Centre National des Données Océanographiques.
La ville de Toliara possède un Lycée Technique Industriel et Commercial (LTCI) et deux Lycées publics d'enseignement général (le Lycée Laurent Botokeky et le Lycée d'Antaninarenina), des écoles privées et confessionnelles telles que le Collège Sacré-Cœur Tsianaloke et Mahavatse, l'École Notre-Dame de Nazareth, l'École Père Baré etc., des établissements d'enseignement primaire et secondaire privés (Houssen Memorial School, Capricorn School, etc.) et également un Collège Français, le Collège Étienne de Flacourt.

### Santé
Le Centre Hospitalo-Universitaire est situé près du centre-ville dans le quartier de Tanambao. La Clinique Saint Luc, un établissement privé de santé, se trouve dans le quartier de "Sans-fil" sur la route de l'aéroport.

## Patrimoine

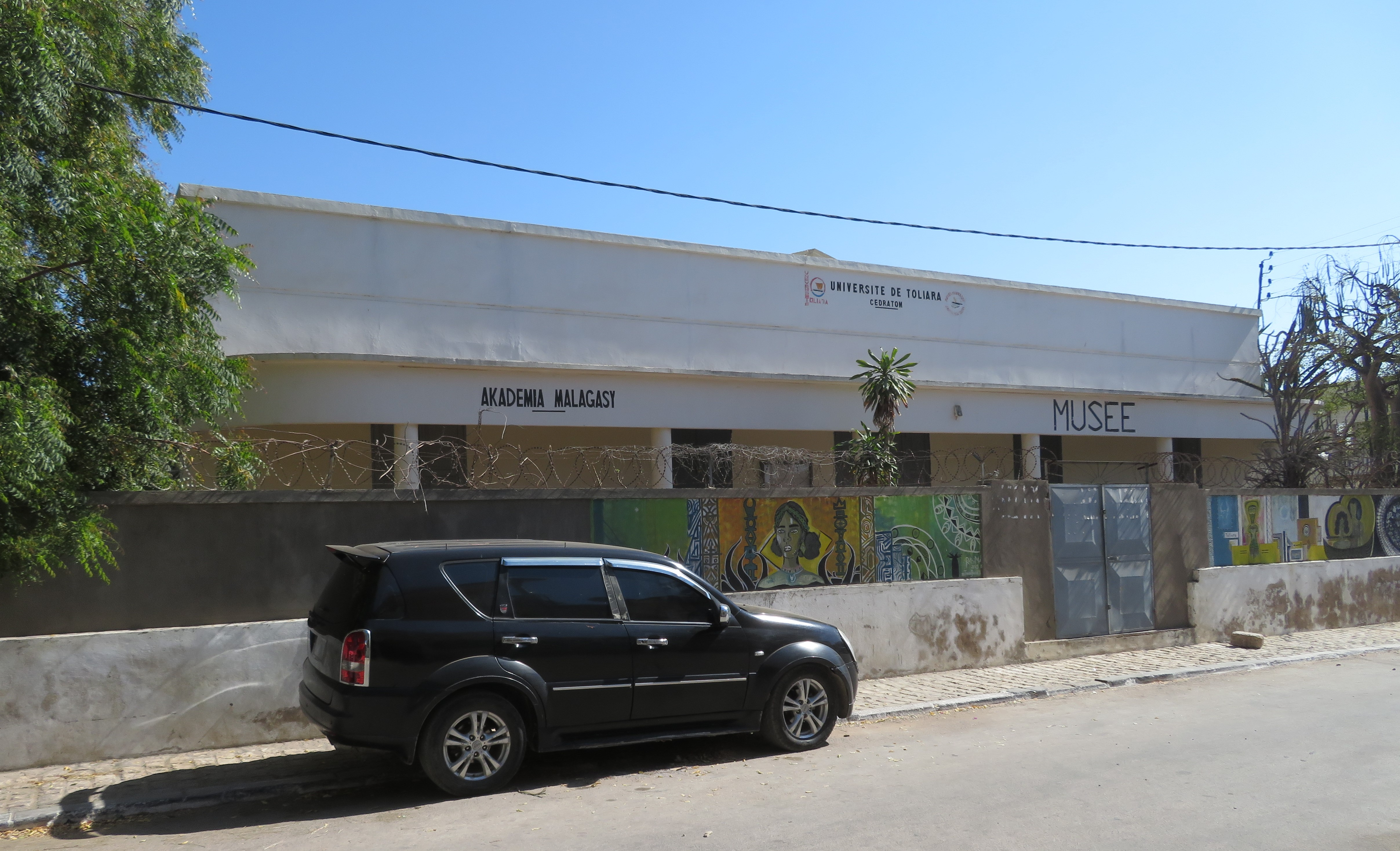
Musée Cedratom

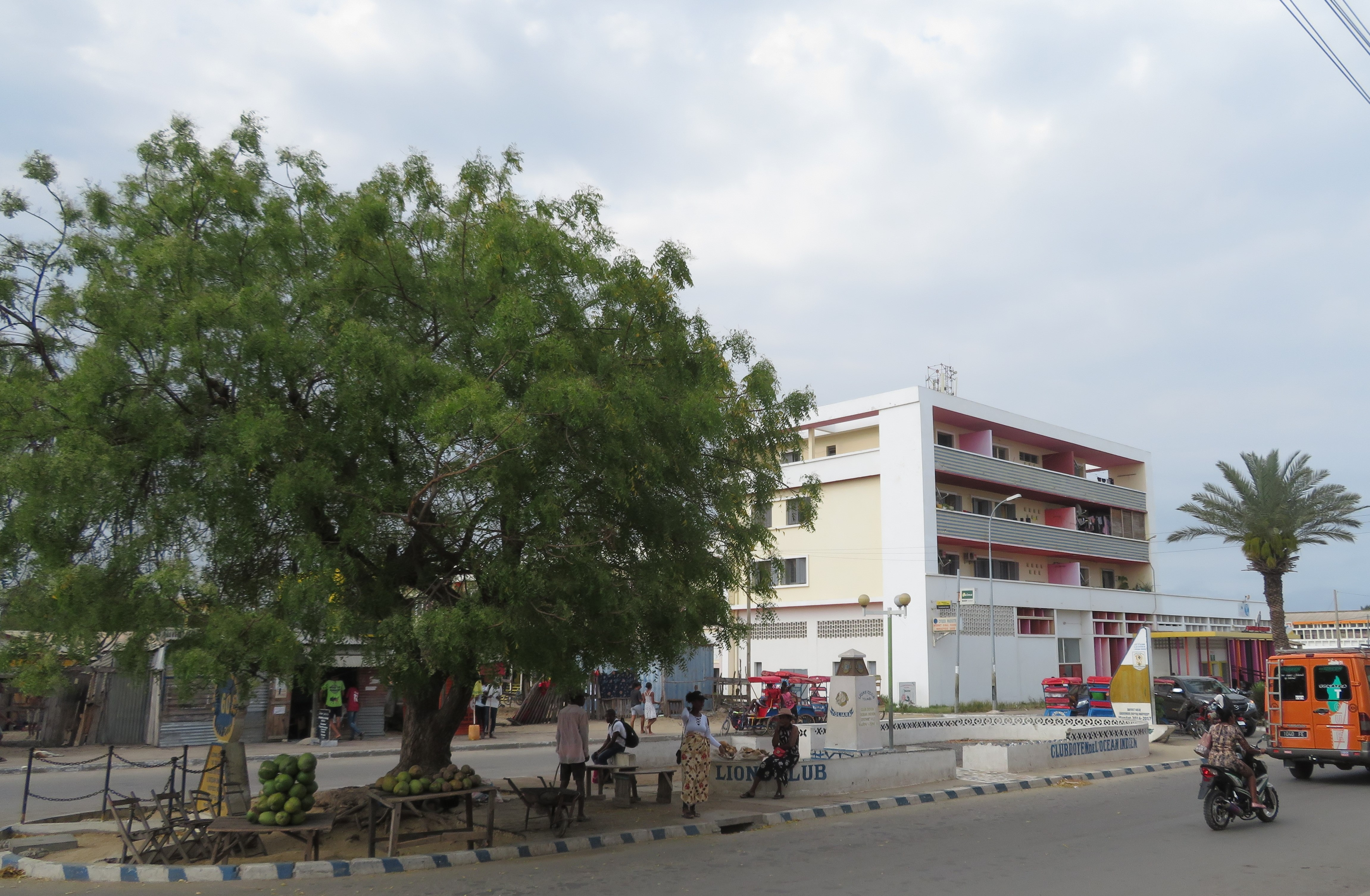
Boulevard Galliéni

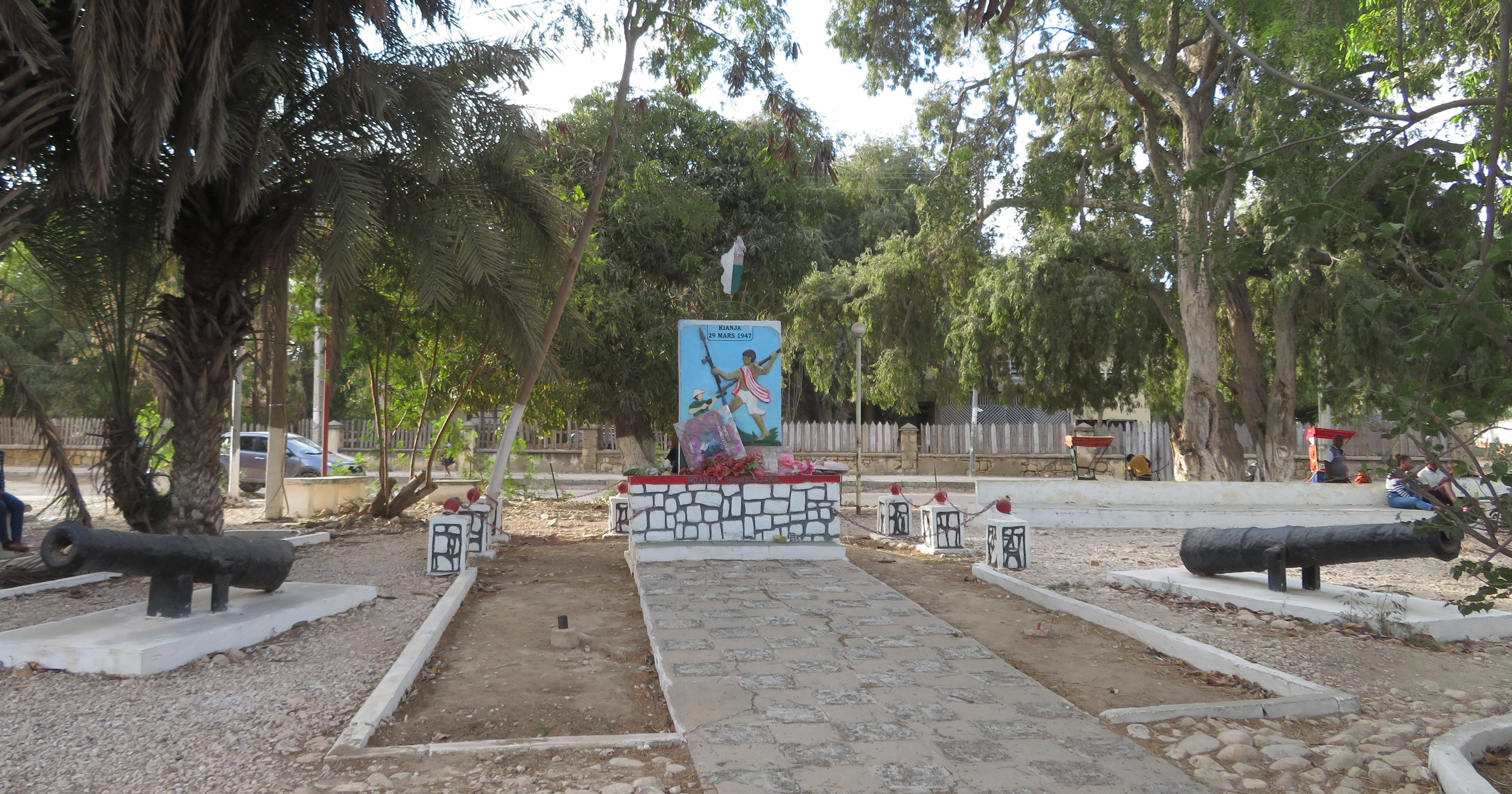
Monument des martyres de l'Insurrection malgache

- Musée de la Mer : fondé par l'illustre Pr Rabesandratana (premier océanographe malgache), le musée de l'Institut Océanographique recense les ressources halieutiques du lagon et de la région. On y trouve notamment coraux, algues, éponges, coquillages, échinodermes, poissons, tortues… Dans la salle centrale, un grand aquarium abrite un cœlacanthe, pêché en 1995 près d’Anakao.
- Musée des arts et traditions du Sud malgache (Cedratom) : ce musée du centre-ville présente la vie quotidienne, l'artisanat et l'art funéraire de la population Mahafaly et aussi Sakalava.
- Musée régional de l'université de Toliara : ce petit musée, voisin du précédent, abrite une collection ethnologique et un énorme œuf d’æpyornis.
- Le Boulevard Galliéni était autrefois la rue la plus élégante de la ville. On y trouve le monument de Monja Jaona (1910-1994), un homme politique malgache el fondateur du Mouvement national pour l'indépendance de Madagascar qui était autrefois le premier Maire de la ville.
- La Cathédrale Saint Vincent de Paul est le centre de l'évêché de Tuléar fondé en 1957.
- L'église moderne Fiangonana Rasalama Maritiora est nommée d'après Rafaravavy Rasalama, la première martyre chrétienne Malgache (morte le 14 août 1837).
- La cathédrale protestante Katedraly Loterana se trouve au centre de la ville.
- Le Monument des martyres de l'Insurrection malgache de 1947 se trouve au nord de la ville dans un petit parc où sont exposés deux canons.

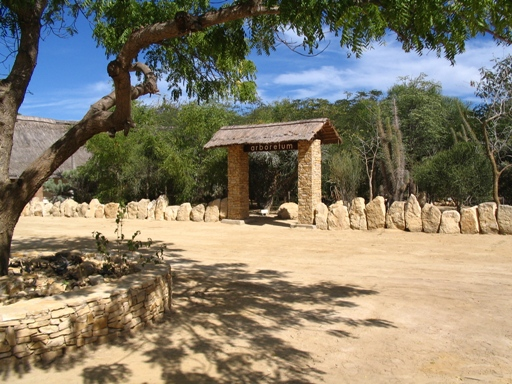
Entrée de l'arboretum d'Antsokay.

- Entrée de l'arboretum d'Antsokay.Arboretum d'Antsokay : fondé dans les années 1980 à l'initiative du botaniste amateur suisse Hermann Petignat (1923-2000), d'une superficie de 52 ha, il regroupe plus de 920 espèces végétales, des lémuriens, tortues radiées, serpents et caméléons.
- Le petit marché aux coquillages : improvisé sur le front de mer, derrière l'Alliance française, on y vend également divers produits artisanaux; et son magnifique showroom de TAPIS MOHAIR NOUES-MAIN
- Banyan de Miary : ce petit village à l'est de Toliara abrite un site sacré où se trouve un arbre (Ficus) assez particulier.
- Le Parc Tsinjoriake : juste à l'entrée de Toliara, au fameux plateaux Andatabo, Tsinjoriake abrite beaucoup d'espèces végétales endémiques de la région et propose une belle vue sur la mer, d'où son nom (Tsinjoriake ou Vue sur la mer).
- Aire Protégée Amoron'i Onilahy : La nouvelle aire protégée de catégorie 4 constitue une zone forte en termes de conservation des forêts endémiques du Sud-Ouest de Madagascar, et de par sa catégorie, constitue un fort potentiel de développement écotouristique.

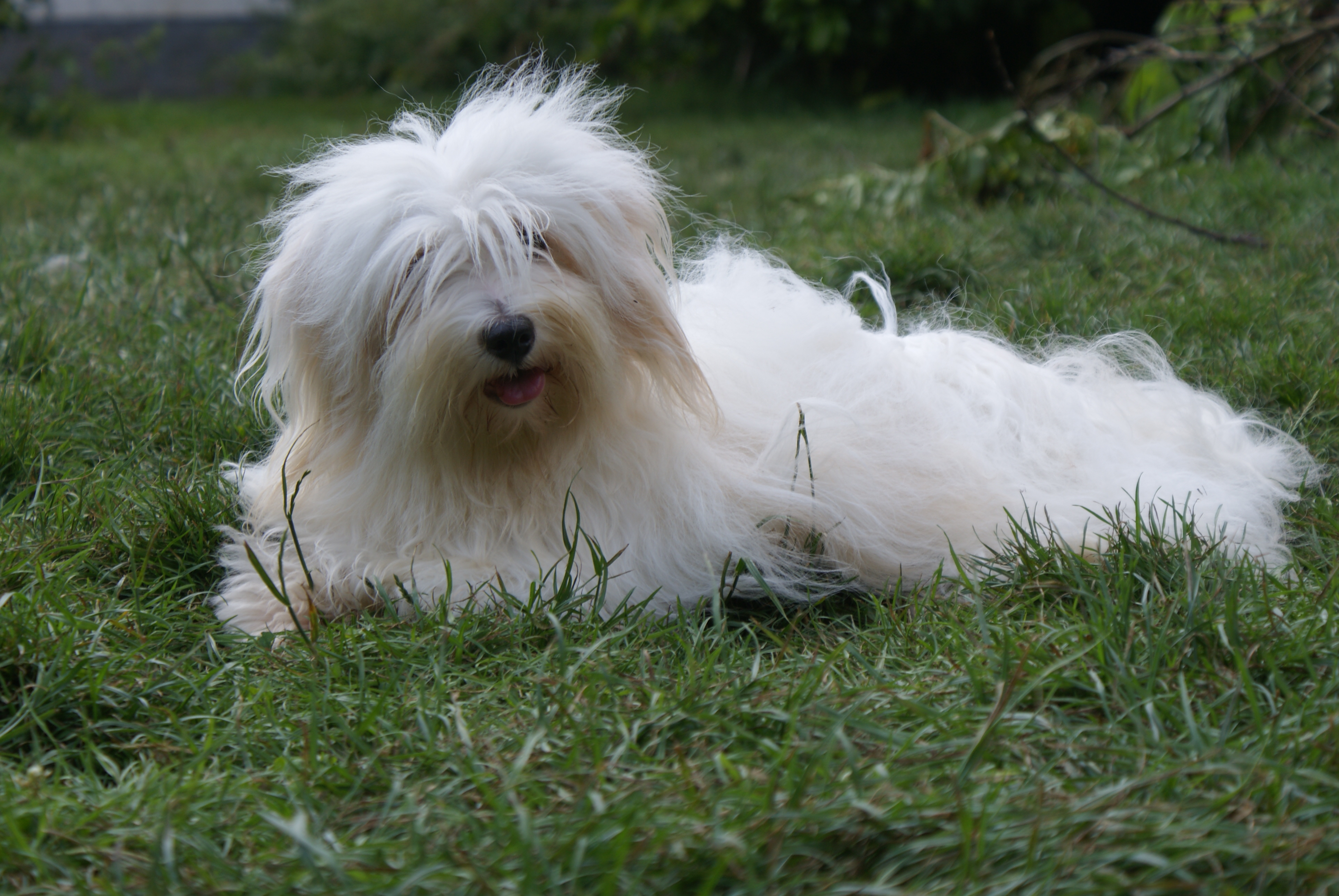
un Coton de Tuléar

- Origine de la race de chien Coton de Tuléar

## Personnalités
- Camille Vital, premier ministre de Madagascar.
- Monja Jaona, meneur du mouvement paysan de 1971.
- Roindefo Monja, premier ministre de Madagascar.
- Siteny Randrianasoloniaiko, Homme politique.

## Devises
- Fiherena no maha-Toliara : « le (fleuve) Fiherena est l'âme de Toliara »
- Toliara tsy miroro :  « Toliara ne dort jamais »